# Diskografie Q-Tipa
Toto je seznam vydané diskografie amerického rappera, hudebního producenta a diskžokeje Q-Tipa.

## Alba

### Studiová alba
| Amplified                                                                               | - Vydáno: 23. listopadu 1999 - Vydavatelství: Arista          | 28 | 4  | —  | 88  | - RIAA: Gold - BPI: Silver |
| The Renaissance                                                                         | - Vydáno: 4. listopadu 2008 - Vydavatelství: Universal Motown | 11 | 3  | 2  | 112 |                            |
| Kamaal the Abstract                                                                     | - Vydáno: 15. září 2009 - Vydavatelství: Battery, Jive        | 77 | 32 | 17 | —   |                            |
| "—" značí, že se nahrávka neumístila v hitparádách nebo v tomto území ani nebyla vydána |                                                               |    |    |    |     |                            |

### Mixtapy
| Název                                           | Detaily o albu                                             |
| ----------------------------------------------- | ---------------------------------------------------------- |
| The Abstract and the Dragon (with Busta Rhymes) | - Vydáno: 12. prosince 2013 - Vydavatelství: samovydavatel |

## Singly

### Jako hlavní umělec
| Název                                                                                   | Rok  | Umístění v hitparádách | Umístění v hitparádách | Umístění v hitparádách | Umístění v hitparádách | Umístění v hitparádách | Umístění v hitparádách | Umístění v hitparádách | Certifikace                                                                      | Album                                                       |
| Název                                                                                   | Rok  | US                     | US R&B                 | US Rap                 | CAN                    | IRE                    | NL                     | UK                     | Certifikace                                                                      | Album                                                       |
| --------------------------------------------------------------------------------------- | ---- | ---------------------- | ---------------------- | ---------------------- | ---------------------- | ---------------------- | ---------------------- | ---------------------- | -------------------------------------------------------------------------------- | ----------------------------------------------------------- |
| "Get Involved" (s Raphael Saadiq)                                                       | 1999 | 67                     | 21                     | —                      | —                      | —                      | —                      | 36                     |                                                                                  | The PJs (soundtrack)                                        |
| "Vivrant Thing"                                                                         | 1999 | 26                     | 7                      | 10                     | 20                     | —                      | —                      | 39                     |                                                                                  | Violator: The Album/ Amplified                              |
| "Breathe and Stop"                                                                      | 2000 | 71                     | 21                     | —                      | —                      | 18                     | 76                     | 12                     |                                                                                  | Amplified                                                   |
| "Things U Do"                                                                           | 2000 | —                      | —                      | —                      | —                      | —                      | —                      | —                      |                                                                                  | Amplified                                                   |
| "What Lies Beneath"                                                                     | 2002 | —                      | —                      | —                      | —                      | —                      | —                      | —                      |                                                                                  | Soundbombing III                                            |
| "For the Nasty" (feat. Busta Rhymes)                                                    | 2005 | —                      | 86                     | —                      | —                      | —                      | —                      | —                      |                                                                                  | Singly bez alb                                              |
| "Work It Out"                                                                           | 2007 | —                      | —                      | —                      | —                      | —                      | —                      | —                      |                                                                                  | Singly bez alb                                              |
| "Gettin' Up"                                                                            | 2008 | —                      | 107                    | —                      | —                      | —                      | —                      | —                      |                                                                                  | The Renaissance                                             |
| "Move"                                                                                  | 2008 | —                      | —                      | —                      | —                      | —                      | —                      | —                      |                                                                                  | The Renaissance                                             |
| "A Little Party Never Killed Nobody (All We Got)" (s Fergie a GoonRock)                 | 2013 | 77                     | —                      | —                      | 72                     | 89                     | —                      | 90                     | - RIAA: Platinum - BPI: Silver - BVMI: Platinum - RMNZ: Platinum - GLF: Platinum | Velký Gatsby                                                |
| "Don't Go Breaking My Heart" (feat. Demi Lovato)                                        | 2018 | —                      | —                      | —                      | —                      | —                      | —                      | —                      |                                                                                  | Revamp: Reimagining the Songs of Elton John & Bernie Taupin |
| "—" značí, že se nahrávka neumístila v hitparádách nebo v tomto území ani nebyla vydána |      |                        |                        |                        |                        |                        |                        |                        |                                                                                  |                                                             |

### Jako vedlejší umělec
| Název                                                                                   | Rok  | Umíatění v hitparádách | Umíatění v hitparádách | Umíatění v hitparádách | Umíatění v hitparádách | Umíatění v hitparádách | Umíatění v hitparádách | Umíatění v hitparádách | Certifikace                                          | Album                             |
| Název                                                                                   | Rok  | US                     | US R&B                 | US Rap                 | CAN                    | IRE                    | NL                     | UK                     | Certifikace                                          | Album                             |
| --------------------------------------------------------------------------------------- | ---- | ---------------------- | ---------------------- | ---------------------- | ---------------------- | ---------------------- | ---------------------- | ---------------------- | ---------------------------------------------------- | --------------------------------- |
| "Black Is Black" (Jungle Brothers feat. Q-Tip)                                          | 1989 | —                      | —                      | —                      | —                      | —                      | —                      | 72                     |                                                      | Straight Out the Jungle           |
| "Groove Is in the Heart" (Deee-Lite feat. Q-Tip [uncredited])                           | 1990 | 4                      | 28                     | —                      | 15                     | 8                      | 10                     | 2                      | - RIAA: Gold - BPI: Silver                           | World Clique                      |
| "A Roller-Skating Jam Named 'Saturdays'" (De La Soul feat. Q-Tip)                       | 1991 |                        |                        |                        |                        |                        |                        |                        |                                                      | De La Soul Is Dead                |
| "Got 'til It's Gone" (Janet Jackson feat. Q-Tip a Joni Mitchell)                        | 1997 | —                      | —                      | —                      | 19                     | 16                     | 9                      | 6                      | - ARIA: Gold - BPI: Silver - RMNZ: Gold - SNEP: Gold | The Velvet Rope                   |
| "Body Rock" (Mos Def, Q-Tip a Tash)                                                     | 1998 | —                      | —                      | —                      | —                      | —                      | —                      | —                      |                                                      | Lyricist Lounge, Volume One       |
| "Hot Boyz" (Missy Elliott feat. Lil' Mo, Nas, Eve a Q-Tip)                              | 1999 | 5                      | 1                      | 1                      | —                      | —                      | 78                     | 18                     | - RIAA: Platinum                                     | Da Real World                     |
| "You" (Lucy Pearl feat. Snoop Dogg a Q-Tip)                                             | 2001 | —                      | 64                     | —                      | —                      | —                      | —                      | —                      |                                                      | Lucy Pearl                        |
| "Dem Thangs" (Angie Martinez feat. Q-Tip)                                               | 2001 | —                      | —                      | —                      | —                      | —                      | —                      | —                      |                                                      | Up Close and Personal             |
| "Galvanize" (The Chemical Brothers feat. Q-Tip)                                         | 2005 | —                      | —                      | —                      | —                      | 6                      | 11                     | 3                      | - BPI: Silver                                        | Push the Button                   |
| "[Enuff" (DJ Shadow feat. Lateef the Truthspeaker a Q-Tip)                              | 2006 | —                      | —                      | —                      | —                      | —                      | —                      | —                      |                                                      | The Outsider                      |
| "Bang Bang Bang" (Mark Ronson feat. Q-Tip a MNDR)                                       | 2010 | —                      | —                      | —                      | —                      | 18                     | 68                     | 6                      | - BPI: Silver                                        | Record Collection                 |
| "Nakamarra" (Hiatus Kaiyote feat. Q-Tip)                                                | 2012 | —                      | —                      | —                      | —                      | —                      | —                      | —                      |                                                      | Tawk Tomahawk                     |
| "Thank You" (Busta Rhymes feat. Lil Wayne, Q-Tip and Kanye West)                        | 2013 | —                      | 57                     | —                      | —                      | 87                     | —                      | 13                     | - BPI: Silver                                        | Singl bez alb                     |
| "Meltdown" (Stromae feat. Lorde, Pusha T, Q-Tip a HAIM)                                 | 2014 | —                      | —                      | —                      | —                      | —                      | —                      | —                      |                                                      | Hunger Games: Síla vzdoru 1. část |
| "Go" (The Chemical Brothers feat. Q-Tip [uncredited])                                   | 2015 | —                      | —                      | —                      | —                      | 76                     | —                      | 46                     | - BPI: Silver - FIMI: Gold                           | Born in the Echoes                |
| "New Breed" (James BKS, Idris Elba, Little Simz)                                        | 2019 |                        |                        |                        |                        |                        |                        |                        |                                                      | Singl bez alb                     |
| "Hi-De-Ho" (Jack White feat. Q-Tip)                                                     | 2022 | —                      | —                      | —                      | —                      | —                      | —                      | —                      |                                                      | Fear of the Dawn                  |
| "—" značí, že se nahrávka neumístila v hitparádách nebo v tomto území ani nebyla vydána |      |                        |                        |                        |                        |                        |                        |                        |                                                      |                                   |

### Promo singly
| Název                                 | Rok  | Album      |
| ------------------------------------- | ---- | ---------- |
| "Ill Vibe" (Busta Rhymes feat. Q-Tip) | 1996 | The Coming |

## Spoluumělec
| Název                                                     | Rok  | Další umělec                                                          | Album                                                  |
| --------------------------------------------------------- | ---- | --------------------------------------------------------------------- | ------------------------------------------------------ |
| "The Promo"                                               | 1988 | Jungle Brothers                                                       | Straight out the Jungle                                |
| "Buddy"                                                   | 1989 | Native Tongues                                                        | 3 Feet High and Rising                                 |
| "Doin' Our Own Dang"                                      | 1989 | Native Tongues                                                        | Done by the Forces of Nature                           |
| "Promo No. 2 (Mind Review '89)"                           | 1989 | Jungle Brothers                                                       | Beyond This World                                      |
| "Don't Curse"                                             | 1991 | Heavy D, Big Daddy Kane, Kool G Rap, Grand Puba, CL Smooth, Pete Rock | Peaceful Journey                                       |
| "La Menage"                                               | 1991 | Black Sheep                                                           | A Wolf in Sheep's Clothing                             |
| "Come on Down"                                            | 1991 | Big Daddy Kane, Busta Rhymes                                          | Prince of Darkness                                     |
| "Who Planned It"                                          | 1993 | Tiger                                                                 | Claws of the Cat                                       |
| "The Undisputed Champs"                                   | 1993 | Del the Funky Homosapien                                              | Wrong Place                                            |
| "On the Road Again (My Jimmy Weighs a Ton) [Q-Tip Remix]" | 1993 | Jungle Brothers                                                       | —                                                      |
| "Come on Everybody"                                       | 1993 | Run–D.M.C.                                                            | Down with the King                                     |
| "One Love"                                                | 1994 | Nas                                                                   | Illmatic                                               |
| "Get It Together"                                         | 1994 | Beastie Boys                                                          | Ill Communication                                      |
| "Let's Organize"                                          | 1994 | Organized Konfusion                                                   | Stress: The Extinction Agenda                          |
| "Get Down (Q-Tip Remix)"                                  | 1994 | Craig Mack                                                            | —                                                      |
| "Drink Away the Pain (Situations)"                        | 1995 | Mobb Deep                                                             | The Infamous                                           |
| "All the Way Live"                                        | 1995 | Tha Alkaholiks                                                        | Coast II Coast                                         |
| "To Each His Own"                                         | 1995 | InI, Large Professor                                                  | The Life I Live                                        |
| "Extra Abstract Skillz"                                   | 1996 | Mad Skillz, Large Professor                                           | From Where???                                          |
| "Me and My Microphone"                                    | 1996 | A+                                                                    | The Latch-Key Child                                    |
| "3 MCs"                                                   | 1996 | Da Bush Babees                                                        | Gravity                                                |
| "Ital (The Universal Side)"                               | 1996 | The Roots                                                             | Illadelph Halflife                                     |
| "How Ya Want It We Got It (Native Tongues Mix)"           | 1997 | Jungle Brothers, De La Soul                                           | Raw Deluxe                                             |
| "I Am the Black Gold of the Sun (MAW Remix)"              | 1997 | Nu Yorican Soul                                                       | —                                                      |
| "Original Man"                                            | 1997 | Capleton                                                              | I Testament                                            |
| "Stolen Moments Pt. III"                                  | 1997 | Common                                                                | One Day It'll All Make Sense                           |
| "Who's That, Quienes"                                     | 1997 | Boricua Guerrero                                                      | First Combat                                           |
| "Sometimes (Ummah Remix)"                                 | 1997 | Brand New Heavies                                                     | Shelter                                                |
| "Let Me Be the One (Ummah Remix)"                         | 1997 | Mint Condition                                                        | —                                                      |
| "Hey"                                                     | 1998 | —                                                                     | Slam (soundtrack)                                      |
| "Show Down"                                               | 1998 | Black Moon                                                            | The Mix Tape Volume III: 60 Minutes of Funk / War Zone |
| "To the Beat"                                             | 1999 | Rahzel                                                                | Make the Music With Your Mouth 2000                    |
| "Listen"                                                  | 1999 | Heavy D                                                               | Heavy                                                  |
| "The Greatest Romance Ever Sold" (Remix)                  | 1999 | Prince, Pharrell                                                      | —                                                      |
| "Mr. *****"                                               | 1999 | Mos Def                                                               | Black on Both Sides                                    |
| "Make It All Better"                                      | 1999 | Mos Def                                                               | Amadou Project - Price of Freedom                      |
| "The Fear in the Heart of a Man"                          | 2000 | Tupac Shakur                                                          | The Rose That Grew from Concrete                       |
| "Pork Pie Hat / Where Can A Man Find Peace"               | 2000 | Andy Summers                                                          | Peggy's Blue Skylight                                  |
| "Hold Tight"                                              | 2000 | Slum Village                                                          | Fantastic, Vol. 2                                      |
| "Makin' It Blend"                                         | 2000 | Wordsworth                                                            | Lyricist Lounge 2                                      |
| "Girls, Girls, Girls" (background vocals)                 | 2001 | Jay-Z, Slick Rick, Biz Markie                                         | The Blueprint                                          |
| "In the Sun"                                              | 2002 | Large Professor                                                       | 1st Class                                              |
| "Come Close (Remix) [Closer]"                             | 2002 | Common, Erykah Badu, Pharrell                                         | —                                                      |
| "Poetry"                                                  | 2003 | The RH Factor                                                         | Hardgroove                                             |
| "1, 2, to the Bass"                                       | 2003 | Stanley Clarke                                                        | 1, 2, to the Bass                                      |
| "Tomorrow"                                                | 2003 | Mark Ronson                                                           | Here Comes the Fuzz                                    |
| "She Wants to Move" (Native Tongues Remix)                | 2004 | N.E.R.D., Common, Mos Def, De La Soul                                 | —                                                      |
| "The Outsiders"                                           | 2004 | R.E.M.                                                                | Around the Sun                                         |
| "We Can Make It Better"                                   | 2005 | Kanye West                                                            | Late Registration (UK Version)                         |
| "So What the Fuss" (Remix)                                | 2005 | Stevie Wonder                                                         | —                                                      |
| "Like That"                                               | 2005 | The Black Eyed Peas, Talib Kweli, CeeLo Green, John Legend            | Monkey Business                                        |
| "The Frog"                                                | 2006 | Sérgio Mendes                                                         | Timeless                                               |
| "Get You Some"                                            | 2006 | Busta Rhymes                                                          | The Big Bang                                           |
| "You Can't Hold a Torch"                                  | 2006 | Busta Rhymes                                                          | The Big Bang                                           |
| "Keep It Moving"                                          | 2006 | Hi-Tek                                                                | Hi-Teknology 2: The Chip                               |
| "Love You Can't Borrow"                                   | 2006 | M-1                                                                   | Confidential                                           |
| "Just a Lil Dude"                                         | 2007 | RZA                                                                   | Afro Samurai (soundtrack)                              |
| "Stop, Look, Listen"                                      | 2007 | Statik Selektah, Styles P, Termanology                                | Spell My Name Right: The Album                         |
| "Lightworks"                                              | 2007 | J Dilla, Busta Rhymes, Talib Kweli                                    | Dillagence                                             |
| "Too Blessed"                                             | 2007 | Kevin Michael                                                         | Kevin Michael                                          |
| "40 MCs"                                                  | 2007 | Amanda Diva                                                           | Life Experience                                        |
| "Sandcastle Disco"                                        | 2008 | Solange                                                               | Sol-Angel and the Hadley St. Dreams                    |
| "Wanna Go Back"                                           | 2008 | Solange, Marsha Ambrosius                                             | Sol-Angel and the Hadley St. Dreams                    |
| "Paris, Tokyo" (Remix)                                    | 2008 | Lupe Fiasco, Pharrell, Sarah Green                                    | —                                                      |
| "Evolution of a Man"                                      | 2008 | Al Kapone                                                             | Cadillac Records: Music from the Motion Picture        |
| "Chocolate Box"                                           | 2009 | Prince                                                                | MPLSoUND                                               |
| "Good to Go"                                              | 2009 | Grand Puba                                                            | Retroactive                                            |
| "Hope You're Happy"                                       | 2009 | Blakroc, Billy Danze, Nicole Wray                                     | Blakroc                                                |
| "Shine All Day"                                           | 2009 | Grandmaster Flash, Jumz, Kel Spencer                                  | The Bridge (Concept of a Culture)                      |
| "Here We Go"                                              | 2010 | Chiddy Bang                                                           | Chiddy Bang: The Preview                               |
| "Betcha Wouldn´t Hurt Me"                                 | 2010 | Quincy Jones, Mary J. Blige, Alfredo Rodríguez                        | Q Soul Bossa Nostra                                    |
| "Birds of a Feather"                                      | 2010 | Trugoy Dove, Mike Gee                                                 | From the Black Pool of Genius                          |
| "The Invitation"                                          | 2011 | Saigon, Fatman Scoop                                                  | The Greatest Story Never Told                          |
| "Beautiful"                                               | 2011 | Math Hoffa                                                            | A.C.M.D.3                                              |
| "Poetic Justice" (Remix)                                  | 2012 | Busta Rhymes                                                          | Catastrophic                                           |
| "Circles"                                                 | 2015 | The Game, Eric Bellinger, Sha Sha                                     | The Documentary 2                                      |
| "No Matter What"                                          | 2016 | Consequence                                                           | A Good Comeback Story                                  |
| "Borderline (An Ode to Self Care)"                        | 2016 | Solange                                                               | A Seat at the Table                                    |
| "Cheers"                                                  | 2018 | Anderson Paak                                                         | Oxnard                                                 |
| "Congo"                                                   | 2018 | Roc Marciano                                                          | Behold a Dark Horse                                    |
| "Combat"                                                  | 2019 | Danny Brown, Consequence                                              | U Know What I'm Sayin?                                 |
| "Hit Man"                                                 | 2019 | Gang Starr                                                            | One of the Best Yet                                    |
| "Yah Yah"                                                 | 2020 | Eminem, Royce da 5'9", Black Thought, Denaun                          | Music to Be Murdered By                                |
| "Don't Go"                                                | 2020 | Busta Rhymes                                                          | Extinction Level Event 2: The Wrath of God             |
| "More Life"                                               | 2021 | Cordae                                                                | Just Until...                                          |
| "Borough of Queens (Q.U.)"                                | 2021 | Large Pro & Neek the Exotic                                           | Xtraexotic                                             |
| "Dear Dilla (Reprise)"                                    | 2022 | Phife Dawg                                                            | Forever                                                |
| "Why We Speak"                                            | 2023 | Robert Glasper, Esperanza Spalding                                    | Black Radio III                                        |
| "One for Biz"                                             | 2023 | Talib Kweli & Madlib                                                  | Liberation 2                                           |
| "Kick Back Relax"                                         | 2024 | MC Lyte                                                               | 1 of 1                                                 |

## Videoklipy
| Rok  | Název                                                                               | Režisér           |
| ---- | ----------------------------------------------------------------------------------- | ----------------- |
| 1989 | "Buddy" (De La Soul feat. Native Tongues)                                           |                   |
| 1989 | "Doin' Our Own Dang" (Jungle Brothers feat. Native Tongues)                         |                   |
| 1990 | "Groove Is in the Heart" Dee-Lite feat. Q-Tip                                       |                   |
| 1991 | "A Rollerskating Jam Named Saturdays" De Le Soul feat. Q-Tip                        |                   |
| 1991 | "Don't Curse" Heavy D feat. Q-Tip, Pete Rock a C.L. Smooth, Grand Puba & Kool G Rap |                   |
| 1993 | "Who Planned It" Tiger feat. Q-Tip                                                  |                   |
| 1997 | "Sometimes (Ummah Remix)" The Brand New Heavies feat. Q-Tip                         |                   |
| 1997 | "Got Till It's Gone" Janet Jackson feat. Q-Tip & Joni Mitchell                      |                   |
| 1998 | "Body Rock" Tash, Q-Tip & Mos Def                                                   |                   |
| 1999 | "Get Involved" Raphael Saadiq & Q-Tip                                               |                   |
| 1999 | "Vivrant Thing"                                                                     | Hype Williams     |
| 2000 | "Breathe and Stop"                                                                  | Hype Williams     |
| 2000 | "Let's Ride"                                                                        | Stéphane Sednaoui |
| 2001 | "Dem Thangz" Angie Martinez feat. Q-Tip                                             |                   |
| 2001 | "You" Lucy Pearl feat. Q-Tip & Snoop Dogg                                           |                   |
| 2005 | "Galvanize" Chemical Brothers feat. Q-Tip                                           |                   |
| 2006 | "Like That" Black Eyed Peas feat. Q-Tip, Talib Kweli, CeeLo & John Legend           |                   |
| 2006 | "Enuff" DJ Shadow feat. Q-Tip & Lateef the Truthspeaker                             |                   |
| 2008 | "Gettin' Up"                                                                        | Ben Dickinson     |
| 2008 | "Move"                                                                              | Rik Cordero       |
| 2008 | "Renaissance Rap"                                                                   | Rik Cordero       |
| 2009 | "Manwomanboogie"                                                                    | Rik Cordero       |
| 2009 | "Life Is Better"                                                                    | Goodtimes         |
| 2009 | "Chocolate Box" Prince feat. Q-Tip                                                  |                   |
| 2011 | "Bang Bang Bang" Mark Ronson feat. Q-Tip                                            |                   |
| 2013 | "Thank You" Busta Rhymes feat. Q-Tip, Kanye & Lil Wayne                             |                   |
| 2013 | "A Little Party [Never Killed Nobody]" Fergie, Q-Tip & GoonRock                     |                   |
| 2015 | "Go" Chemical Brothers feat. Q-Tip                                                  |                   |
| 2018 | "Don't Go [Breaking My Heart]" Demi Lovato & Q-Tip                                  |                   |
| 2019 | "New Breed" James BKS feat. Idris Elba & Q-Tip                                      |                   |
| 2021 | "More Life" Cordae feat. Q-Tip                                                      |                   |